# Sukaresmi (Megamendung)
Sukaresmi is een bestuurslaag in het regentschap Bogor van de provincie West-Java, Indonesië. Sukaresmi telt 4670 inwoners (volkstelling 2010).